# Monuments nationaux de Srebrenica
Cet article recense les monuments nationaux situés sur le territoire de la municipalité de Srebrenica en Bosnie-Herzégovine et dans la république serbe de Bosnie. La liste établie par la Commission pour la protection des monuments nationaux compte 9 monuments nationaux inscrits sur la liste principale et 1 monument inscrit sur une liste provisoire.

## Monuments nationaux
| Monument                                                        | Ville ou village | Géolocalisation | Datation                           | Commentaire éventuel                                                | Photo |
| --------------------------------------------------------------- | ---------------- | --------------- | ---------------------------------- | ------------------------------------------------------------------- | ----- |
| Forteresse de Strebrenica                                       | Srebrenica       |                 | Fin du XVIIe siècle                |                                                                     |       |
| Mosquée de Slapovići                                            | Viogor-Slapovići |                 | 1936                               | Endommagée en 1992                                                  |       |
| Harem de la mosquée Crvena rijeka (Mosquée de la rivière rouge) | Srebrenica       |                 | XIXe siècle                        | Avec 10 nisans (stèles ottomanes)                                   |       |
| Harem de la mosquée de Gornji Potočari                          | Gornji Potočari  |                 | À partir du début du XIXe siècle   | Avec une centaine de nisans                                         |       |
| Harem et deux nisans à Slapovići                                | Bučje-Slapovići  |                 | À partir de la fin du XVIIe siècle | Ensemble funéraire                                                  |       |
| Maison Dervišagić                                               | Srebrenica       |                 | ?                                  | Autre nom : Maison du cadi de Srebrenica Hadži Husejn Effendi Đozić |       |
| Pont sur le Zeleni Jadar à Slapovići                            | Viogor-Slapovići |                 | ?                                  | Site et vestiges                                                    |       |
| Nécropole de Mramorje (Bučje)                                   | Bučje            |                 | Moyen Âge                          | Avec 15 stećci                                                      |       |
| Site archéologique de Skelani                                   | Skelani          |                 | Antiquité                          | Site du municipe de Malvesiatium                                    |       |

## Liste provisoire
| Monument              | Ville ou village | Géolocalisation | Datation        | Commentaire éventuel                                                       | Photo |
| --------------------- | ---------------- | --------------- | --------------- | -------------------------------------------------------------------------- | ----- |
| Forteresse de Domavia | Sase             |                 | Période romaine | Liée à l'exploitation des mines d'argent de la région ; site archéologique |       |